# Schönstätter Marienschwestern

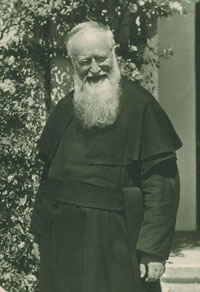
Pater Josef Kentenich Gründer der Schönstattbewegung

Die Schönstätter Marienschwestern (ISSM) sind ein Säkularinstitut, kirchenrechtlich auch ein Institut des geweihten Lebens, das 1926 von Josef Kentenich gegründet wurde. Damit ist die Gemeinschaft eines der ältesten Säkularinstitute der römisch-katholischen Kirche.

## Geschichte
Pater Kentenich hatte vor dem Ersten Weltkrieg mit jungen Männern die Schönstatt-Bewegung gegründet. Während des Krieges schlossen sich auch Frauen der Bewegung an. 1920 wurden die ersten Frauen aufgenommen und der „Schönstätter Frauenbund“ gegründet, der sich rasch ausbreitete. Pater Kentenich hatte die Absicht, „einen neuen Typ Frau zu schaffen“, und bemühte sich um die Gründung einer neuartigen Frauengemeinschaft. Es gab für diese noch kein Vorbild und in der damaligen Kirche auch keine Rechtsgrundlage. 1920 wurden Gertraud von Bullion und Marie Christmann in die Gemeinschaft aufgenommen. Gegründet wurde die Gemeinschaft der Marienschwestern am 1. Oktober 1926 durch Pater Kentenich. Die ersten Schwestern zogen in das leerstehende Alte Haus, das ehemalige Studienseminar der Pallottiner, direkt neben dem Urheiligtum ein. Unter den ersten Schwestern waren Anna Pries und Emilie Engel.
Ab 1928 erwarben die Marienschwestern weitere Immobilien um den Gründungsort: Das Haus Schönfels beherbergt heute die Buchhandlung des Patris-Verlags. 1929 folgte das Haus Sonneck, das bis 1967 als Mutterhaus diente und dann an die Schönstatt-Patres abgegeben wurde. Das Haus Wildburg wurde 1930 erworben und beherbergt seit 1946 die Marienschule.
Im Jahr 1933 wurden die ersten Schwestern nach Südafrika ausgesandt, 1935 nach Brasilien und Argentinien, 1949 nach Nordamerika und 1951 nach Australien. Die ersten indischen Schwestern wurden 1984 nach Kerala entsendet. 1934 entstand der Zweig der Anbetungsschwestern.

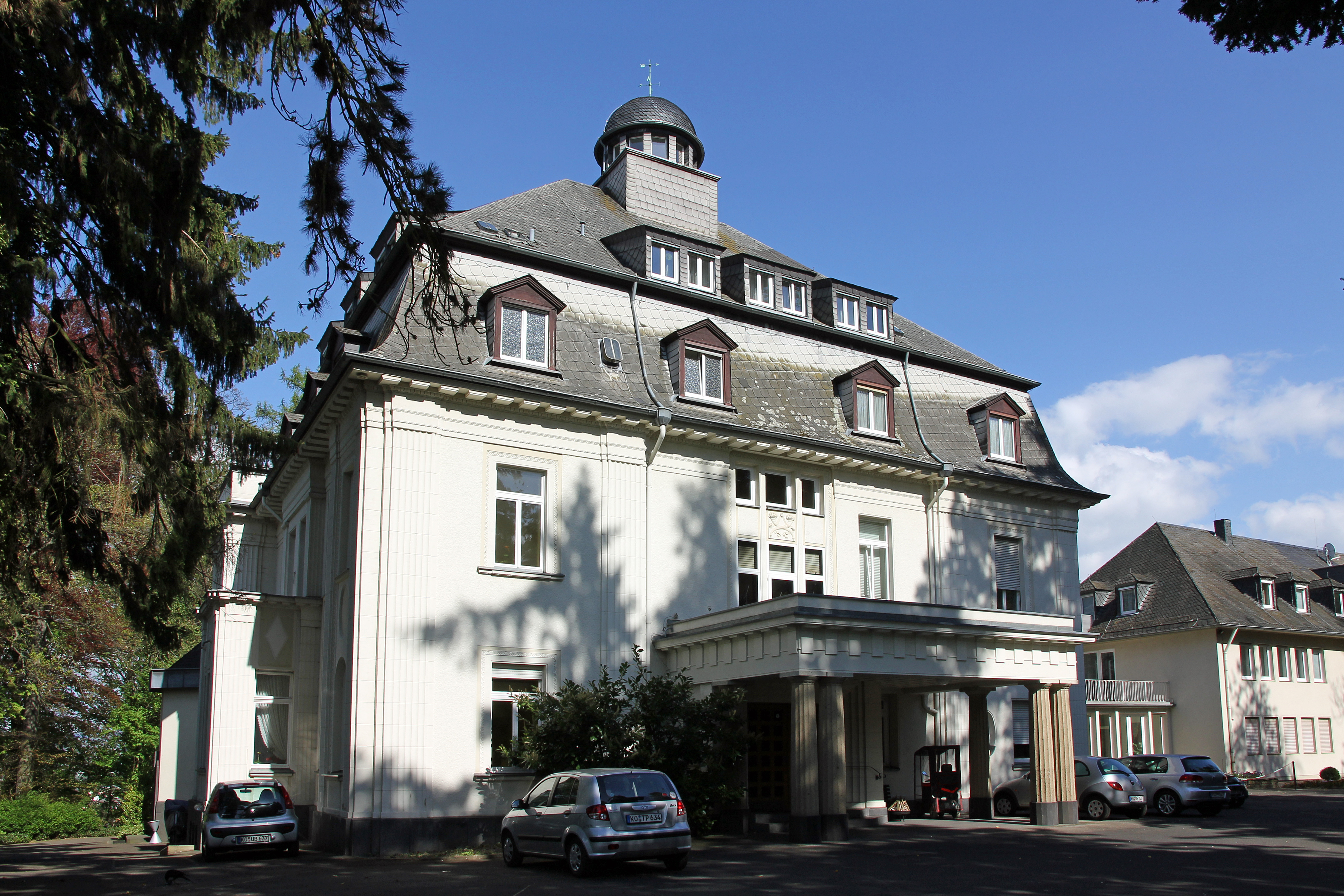
Das ehemalige Weidtmansche Schlösschen in Koblenz-Metternich, heute das „Haus Providentia“ der Schönstätter Marienschwestern

In Uruguay errichteten Marienschwestern 1945 das erste Filialheiligtum als originalgetreuen Nachbau des in Schönstatt stehenden Urheiligtums, ab 1950 folgten weitere Nachbauten auch in Europa.
Erst 1947 wurde mit dem Rahmengesetz für Säkularinstitute die kirchenrechtliche Anerkennung der Gemeinschaft möglich und 1948 erfolgte die diözesanrechtliche Errichtung als Säkularinstitut. Die Satzungen des Instituts wurden 1994 endgültig approbiert. Von 1946 bis 1950 erfolgte die Konstituierung von Provinzen als regionale Gliederungen. So wurde 1950 im Weidtmanschen Schlösschen in Koblenz-Metternich das Provinzialat der Westprovinz eingerichtet und im Garten ein originalgetreuer Nachbau des Urheiligtums erbaut.
Nach einer bischöflichen Visitation der Marienschwestern durch den Trierer Weihbischof Bernhard Stein im Februar 1949 kritisierte Kentenich den Visitationsbericht auf sehr direkter Weise in einem Brief vom 31. Mai 1949 („Epistola perlonga“) und provozierte damit einen Konflikt mit der Amtskirche. In der Folge erlebte die Bewegung eine lange kirchenamtliche Prüfung, deren Höhepunkt die päpstliche Visitation durch das Heilige Offizium von 1951 bis 1953 bildete. Nach dem Zweiten Vatikanischen Konzil wurde das Schönstattwerk 1965 päpstlich bestätigt.
Seit 1952 verlegten die Marienschwestern ihren Schwerpunkt immer mehr auf Berg Schönstatt, da dort größere Ausbreitungsmöglichkeiten vorhanden waren. Dort entstanden ein Schulungsheim, ein Noviziatshaus, eine Missionszentrale und ein Mutterhaus. Im 1960 erworbenen Haus Marienfried wurde eine Paramentenwerkstatt eröffnet.
Aus Dank für die auf Fürsprache Mariens erbetene Verschonung der Schönstatt-Bewegung vor der Zerstörung durch den Nationalsozialismus gelobten die Marienschwestern am 18. Oktober 1945 die Errichtung der Anbetungskirche, die 1968 fertiggestellt wurde. Betreut wird die Kirche von den Anbetungsschwestern, deren Haus direkt an den Kirchenbau angeschlossen ist.
Nach der Wende und der Öffnung des Ostblocks konnten die Marienschwestern wieder verstärkt in Osteuropa tätig werden. Seit 1991 sind die Schönstätter Marienschwestern im Königsberger Gebiet und im ehemaligen Ostpreußen tätig, um den damals – nach Jahrzehnten der kommunistischen Herrschaft – wenigen verbliebenen Katholiken wieder Seelsorge, Sakramente und Gottesdienste anzubieten. In der Zwischenzeit bauen sie dort mit westlicher Hilfe Sozialstationen, Kinderheime und Kirchen auf.
Der erste Seligsprechungsprozess für eine Marienschwester wurde 1999 für die 1955 verstorbene ehemalige Oberin Emilie Engel eröffnet.

## Gemeinschaft
Die Marienschwestern sind keine Ordensfrauen im eigentlichen Sinn. Sie legen keine Gelübde auf Lebenszeit ab, sondern erneuern ihr Versprechen jährlich im Rahmen einer liturgischen Feier, und sind nur durch einen zivilrechtlichen Vertrag an die Gemeinschaft gebunden. Marienschwestern leben dennoch nach den klassischen Evangelischen Räten ehelos und sind dadurch frei für ihre Arbeit innerhalb des Schönstattwerkes. Sie bilden miteinander in den Schönstatthäusern eine Dach- und Tischgemeinschaft. Sie verpflichten sich zum Gehorsam gegenüber ihren Oberinnen und zu einem einfachen Lebensstil. Die meisten Schwestern tragen ein Ordenskleid mit Schleier, gelegentlich aber auch zivile Kleidung.
Der Weg in die Gemeinschaft der Schönstätter Marienschwestern entspricht der bei Ordensschwestern üblichen Abfolge mit Kandidatur, Postulat und Noviziat. Nach Ablauf der zeitlichen Bindung über zweimal drei Jahre kann sich die Schwester im Tertiat ein halbes Jahr lang prüfen. Hiernach kann sie Gott dann ein Versprechen für die Zeit ihres Lebens geben. Sie legt aber kein kirchenrechtlich stärker bindendes Gelübde ab und ist daher frei, die Gemeinschaft jederzeit zu verlassen.

## Verbreitung
Das Zentrum der Marienschwestern befindet sich auf Berg Schönstatt in Vallendar am Gründungsort der Schönstattbewegung. Daneben gibt es in Deutschland fünf Provinzen.
Weltweit wirken die Marienschwestern in 29 Ländern.
- In Europa gibt es Niederlassungen in Frankreich, Österreich, Polen, Portugal, Russland, Schottland, Schweiz, Spanien, Tschechien, Ungarn, Belarus.
- Weite Verbreitung haben sie auch in den lateinamerikanischen Ländern Argentinien, Brasilien, Chile, Dominikanische Republik, Ecuador, Mexiko, Paraguay, Puerto Rico, Uruguay sowie den Vereinigten Staaten.
- Außerdem sind sie in Burundi, Indien, Südafrika, Australien und auf den Philippinen vertreten.

Generaldirektor ist Pfarrer Bernd Biberger, ein Mitglied des Schönstatt-Instituts Diözesanpriester.